# Gunungiella saptavimchi
Gunungiella saptavimchi är en nattsländeart som beskrevs av Schmid 1968. Gunungiella saptavimchi ingår i släktet Gunungiella och familjen stengömmenattsländor. Inga underarter finns listade i Catalogue of Life.